# A morte la Casa Savoia
A morte la Casa Savoia, o Abbasso la Casa Savoia, è un canto antimonarchico di autore anonimo che, intonato sull'aria del canto anarchico Noi siam la canaglia pezzente, ebbe vasta diffusione nell'Italia centrale dal 1944, cantata in particolare dai soldati della Divisione Friuli a Brisighella e da quelli della 21ª Brigata Garibaldi "Spartaco Lavagnini". Secondo varie testimonianze fu intonata anche dai volontari della Divisione Cremona durante una visita di Umberto di Savoia.

## Testo
Bagnata da un'onta di sangue

Si sveglia il popol che langue

Si sveglia il popol che langue

O ladri del nostro sudore

Nel mondo siam tutti fratelli

Noi siamo le schiere ribelli

Sorgiamo che giunta è la fin

A morte il re e principi

A morte il re e principi!»